# 乐漾影视
北京乐漾影视传媒有限公司，简称乐漾影视，是2015年由甘薇创立的一家影视投资、管理、策划、制作及营销公司。其作品主要是以影视剧年轻化为目标。

## 概述
2015年由甘薇创立，因《太子妃升职记》迅速出名。2017年3月30日，经深交所问询，乐视网发布公告，为了解决公司控股股东贾跃亭及其配偶甘薇涉及的同业竞争事宜，经乐视网与甘薇协商，乐视网拟收购甘薇持有的北京乐漾影视传媒，即收购甘薇持有的北京乐漾影视传媒有限公司47.8261%股权。

## 作品
乐享影视主要是以网络电视剧为主：
- 《花西传》
- 《我是个大师》
- 《轩辕剑之汉之云》
- 《将军在上》
- 《亲爱的阿基米德》
- 《结爱·异客逢欢》
- 《妖僧与妖之妖裔少年》
- 《民调局异闻录》
- 《太子妃升职记》
- 《萌妃驾到》
- 《Nice女王》
- 《撸sir 不是loser》
- 《女人帮·妞儿》
- 《倒霉熊》
- 《留学生》
- 《小妖的金色城堡》
- 《白狐的人生》[6]
- 《凡人修仙传》
- 《曾少年》